# 圣欧班-代克罗斯维尔
圣欧班-代克罗斯维尔（法語：Saint-Aubin-d'Écrosville）是法国厄尔省的一个市镇，位于该省中部偏北，属于埃夫勒区。该市镇总面积14.6平方公里，2009年时的人口为662人。

## 人口
圣欧班-代克罗斯维尔人口变化图示